# Battaglia di Marino
La battaglia di Marino fu una battaglia campale combattuta il 30 aprile 1379 nella vallata sottostante il castello di Marino, allora nello Stato della Chiesa. Durante la battaglia, inquadrata nell'ambito della guerra seguita allo Scisma d'Occidente, si fronteggiarono le truppe mercenarie italiane, fedeli a Papa Urbano VI, tra cui era il condottiero Mostarda da Forlì, truppe capitanate da Alberico da Barbiano, e le truppe mercenarie francesi e bretoni fedeli all'Antipapa Clemente VII, capitanate dal Conte di Montoje e da Bernardino di Sala. La vittoria fu di Alberico e la conseguenza dello scontro fu la fuga di Clemente VII da Fondi per ritirarsi ad Avignone. Il castello di Marino venne in seguito alla battaglia assediato ed espugnato dal comandante pontificio Giacomo Orsini il 2 giugno 1379.

## Antefatto

### Il Conclave del 1378 (7-9 aprile 1378)
Gregorio XI morì il 27 maggio 1378, lasciando Roma in tumulto. La Santa Sede era tornata a Roma da Avignone solo da pochissimi mesi, e i prelati francesi erano quanto mai intenzionati a tornarsene in Francia. Il popolo romano temeva le trame dell'Arcivescovo di Arles, nonché Camerlengo di Santa Romana Chiesa, Roberto di Ginevra, a loro volta i cardinali temevano il popolo ed i baroni. La sera del 7 aprile, inizio del conclave in Vaticano, il corteo dei prelati che sfilava in Basilica fu accolto da grida di “lo volemo romano o almanco italiano!”.
I voti si addensarono sull'Arcivescovo di Bari, il napoletano Vice-cancelliere Bartolomeo de Prignano, ovvero su di un italiano amico degli angioini filo-francesi. L'8 aprile il popolo, alla falsa notizia che i cardinali avessero eletto un Papa romano nella persona del cardinal Francesco Tebaldeschi, irruppe in Vaticano festante suscitando lo sgomento dei prelati, che vestirono da Pontefice il Tebaldeschi e nascosero il vero Papa nei Sacri Palazzi. Mentre il popolo osannava il finto Papa, i cardinali fuggirono trafelati: sei ripararono direttamente in Castel Sant'Angelo, presidiato da milizie bretoni, quattro scapparono nell'Agro (a Zagarolo, Vicovaro ed Ardea) ed altri rientrarono indisturbati nelle proprie dimore. Ma poi si scoprì l'inganno ed il 9 aprile la cittadinanza rese omaggio al vero Pontefice che, se non era romano, almeno era italiano.

### Lo Scisma d'Occidente
Il 18 aprile 1378 Bartolomeo de Prignano saliva al Soglio col nome di Urbano VI. Trovava subito, a causa dei suoi propositi riformatori, molti nemici nei cardinali stranieri, specie quelli francesi. Così, mentre i bretoni che presidiavano Castel Sant'Angelo dai tempi di Gregorio XI si rifiutavano di cedere al Papa il castello, i cardinali francesi si ritiravano ad Anagni dove, con l'appoggio dei Caetani nemici del Pontefice e di alcune milizie straniere, iniziarono a far guerra ad Urbano ritiratosi, a sua volta, a Tivoli, che aveva dalla sua i romani. Il 16 luglio 1378 i romani filo-papalini furono sconfitti dai bretoni nella battaglia di ponte Salario: caddero 500 uomini. I romani allora si vendicarono trucidando ogni straniero presente a Roma. Il 6 agosto i tre cardinali italiani fedeli ad Urbano, si incontravano a Palestrina con i delegati dei 13 prelati francesi dissidenti, che sollevarono la tesi dell'invalidità dell'elezione. Numerosi autorevoli prelati e giuristi però sostennero la validità dell'elezione di Urbano VI ma i veri motivi della scissione in atto nella Chiesa stavano ancora nella frattura tra italiani e francesi. Il 20 settembre 1378 nel Duomo di Fondi il cardinale Roberto di Ginevra saliva al Soglio col nome di Clemente VII, venendo subito considerato dai giuristi un Antipapa.
Frattanto, attorno ad Urbano si radunarono nuove forze: oltre a Giordano Orsini del Monte, che era passato col Papa, lo sostenevano le milizie mercenarie italiane guidate da Alberico da Barbiano e Galeazzo Pepoli.
Appoggiavano invece l'antipapa Clemente VII i Caetani, Conti di Fondi e gli Orsini: inoltre vagavano nell'Agro e presidiavano ancora Castel Sant'Angelo truppe bretoni, comandate dal conte di Montoje nipote dell'antipapa e da Bernardo di Sala.

## La battaglia di Marino
I miliziani francesi si accamparono nell'area dell'attuale Ciampino (i toponimi "Mura dei Francesi" e "Casale dei Francesi", da molti indicati a testimonianza dell'avvenimento, risalgono in realtà a un proprietario del XVIII secolo). Poi però, con l'avanzata delle truppe di Alberico da Barbiano, il Montoje ordinò la ritirata verso Marino, retta da Giordano Orsini, imparentato con i Caetani e sostenitore dell'antipapa.
Alla fine le truppe si trovarono faccia a faccia nella stretta vallata sotto le mura del castello, i bretoni accampati sotto Marino, gli italiani su Colle Cimino, altura fortificata all'epoca da Castel de Paolis. Alberico divise la sua compagnia in due schiere: una al proprio comando e una comandata da Galeazzo de' Pepoli. L'esercito bretone invece era diviso in tre schiere (Piero di Sagra, Bernardon de la Salle e Luigi di Montjoie). Nella prima fase della battaglia una delle schiere bretoni attaccò l'esercito di Alberico e all'inizio la prima linea bretone riuscì a penetrare nelle prime linee nemiche ma l'attacco venne respinto dalla fanteria di seconda linea nella quale si distinsero in combattimento le fanterie Romane dotate di un gran numero di balestrieri (Felix societas pavesatorum et balistrar, alme Urbis).
Dopo aver Respinto l'assalto Alberico condusse i suoi mercenari all'attacco e riuscì ad avere una rapida vittoria sulla seconda schiera bretone, ma lo scontro con la terza schiera fu più lungo e si risolse con la vittoria di Alberico solo a sera quando le riserve della cavalleria pontificia presero al fianco i Bretoni.
Molti Bretoni caddero durante la battaglia e i capi, presi prigionieri, furono portati a Roma e pochi giorni dopo si arrese anche Castel Sant'Angelo, che era da tempo assediato dai soldati pontifici.
Il Gregorovius, nella sua "Storia della Città di Roma nel Medioevo", esulta per questa vittoria italiana scrivendo: “per la prima volta le armi nazionali vinsero le compagnie di ladroni stranieri; l'Italia si destò alla fine dal suo letargo, sicché da quella giornata di Marino si può dire che cominci l'era di una nuova milizia italiana e di una nuova arte di guerra”.
Alberico da Barbiano rientrò in Roma trionfalmente, ed ottenne da Urbano VI uno stendardo con scritto in caratteri d'oro “L'Italia dai barbari liberata” .

## Conseguenze della battaglia di Marino

### Conseguenze militari
Lo stesso giorno in cui a Marino gli italiani sconfiggevano le truppe di Clemente VII, cadeva anche Castel Sant'Angelo, difeso fino ad allora da 75 bretoni.
Marino invece cadde in mano di Giacomo Orsini, figlio di Giordano e nemico del padre (ché sosteneva il Papa), il 2 giugno 1379, e Giordano fuggì a Torre Astura dal nipote Onorato I Caetani, che era anche lui un sostenitore dell'antipapa. Caddero in potere dei pontifici anche Rocca di Papa e, il 4 giugno, Cisterna.

### Conseguenze politiche
Clemente VII così si trovò a mal partito, e fuggì a Gaeta e di lì a Napoli, ospite della regina Giovanna. Ma il popolo napoletano insorse contro lo straniero che cingeva indebitamente una finta tiara, e Clemente ritornò a Gaeta per scappare di lì in Francia, nazione dove aveva ancora l'appoggio del popolo e dei governanti.
Lo Scisma d'Occidente cesserà solo con il Concilio di Costanza del 1417, che eleverà al Soglio Martino V.